# Ilergets
Els ilergets o ilergetes (llatí: Ilergetes, grec antic: Ἰλεργέται, Ἰλεργήται o Ἰλέργητες) foren un poble iber de la Tarraconense que habitava les planes de la vall de l'Ebre, al sud dels Pirineus i entorn del curs baix del Segre i el Cinca. Varen batre moneda amb la llegenda iltiŕkesken, que se sol traduir '[moneda] dels ilergets'.

## Territori
A diferència d'altres pobles com els cessetans, els ausetans o els edetans, els ilergets no prenen el nom d'una capital que fos el centre polític que estructurava llur territori; així, sembla que no va existir mai una * Ilerga, que tampoc no apareix a les fonts, i que es tractava més aviat d'un conglomerat de pobles. No obstant això, sí que tenien una capital o un nucli poblacional de més importància que la resta: Livi cita, en primer lloc, Atanagrum, que hom identifica amb la ciutat ibèrica de Tornabous, ciutat que fou abandonada durant la Segona Guerra Púnica i, en conseqüència, la capital esdevingué la nova Ilerda, que va batre moneda amb la llegenda Iltiŕta, el nom de la població en ibèric (que probablement cal llegir ildirda i pronunciar /illirda/).
Sembla, doncs, que habitaren a les conques baixes del Segre i el Cinca, a la plana entre el Prepirineu i l'Ebre, si bé és probable que dominassin pobles més enllà i una part d'aquest territori fos poblat per pobles sotmesos als ilergets. Els seus límits es poden establir al sud de les serres del Montsec i de Guara, al nord del curs del riu Ebre, a ponent de la serra del Montsant i a llevant de les serres de Luna i d'Alcubierre i del riu Gállego. Limitarien a llevant amb els lacetans, els cessetans i els bargusis, al sud amb els ilergàons, a ponent amb els sedetans i al nord amb els iacetans i els ceretans.

### Poblacions
Pel que fa a les poblacions ilergetes, entre Polibi, Livi, Estrabó i Ptolemeu citen Atanagrum, antiga capital; Bergidum, Bergusia i Castrum Bergium, que devien ser bergistanes i que s'han identificat amb Berga i Bergús; Celsa (vora Gelsa), que se sol considerar sedetana; Ilerda, Osca, Orgia (sovint relacionada amb Urgell), i unes desconegudes Eraga, Gallica Flavia i Succosa. Entre els principals jaciments, a més de l'oppidum d'Ilerda, es troben la ciutat ibèrica del Molí d'Espígol, el Tossal de les Tenalles, els Vilars d'Arbeca, Gebut, Genó, el poblat ibèric dels Estinclells i el del Tossal de la Pleta, com també el jaciment de la Pedrera de Vallfogona de Balaguer.

## Història

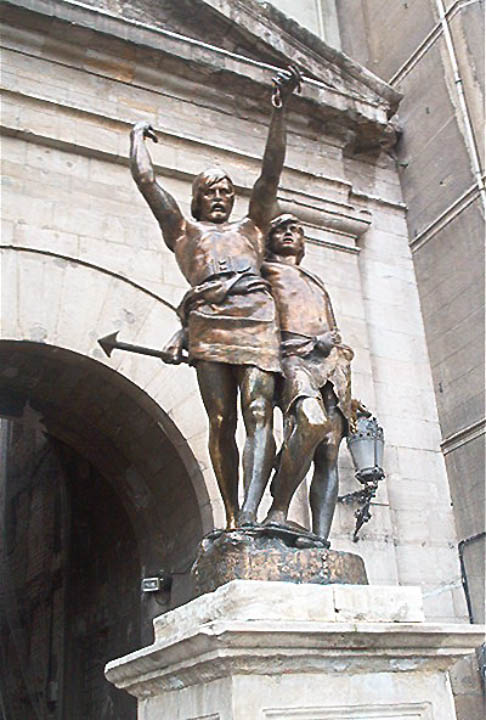
Els caps ilergets Indíbil i Mandoni, en una estàtua idealitzada del 1946.

Es conserva un passatge d'Hecateu de Milet en l'obra d'Esteve de Bizanci que parla d'uns ilaraugates, que poblaven Ibèria i vivien entorn d'un riu. Hom ha assenyalat la semblança d'aquest nom amb el dels ilergets i el dels ilergàons i, atès que Hecateu és un autor que descriu l'estat de coses del segle vi aC, hom ha pensat que no es pugui tractar d'un antic poble que més tard s'hauria fragmentat en ilergets i ilergàons. Però també és possible de pensar que es tractava d'un terme per referir-se als ibers en general. Per altra banda, Plini el Vell situa els ilergets a la costa, cosa que ha portat els estudiosos a pensar si no hi havia una petita població ilergeta a la costa del Penedès; no obstant això, es pot tractar d'un error de comprensió o d'expressió de Plini. Cal no descartar que els lartolaiets citats per Estrabó com a veïns dels laietans fossin, en efecte, una barreja de laietans i ilergets, el mateix poble que Plini anomena ilergets i situa a la costa.
Els ilergets tingueren un paper força actiu durant la Segona Guerra Púnica. Polibi de Megalòpolis i Titus Livi diuen que foren el primer poble que sotmeté Hanníbal després de travessar l'Ebre el 218 aC, durant la Segona Guerra Púnica. El mateix any, com a part de la contraofensiva romana, els ilergets es mantengueren fidels als cartaginesos i Gneu Corneli Escipió els va combatre i sotmetre. Els caps ilergets (reguli 'reietons', a Livi) Indíbil i Mandoni lideraren el seu poble a la revolta diverses vegades contra el poder romà, fins que foren derrotats i executats el 205 aC. Després de la derrota, els ilergets romangueren molt afeblits i no participaren de la gran Revolta de 197 aC, en la qual van romandre neutrals i els emissaris del seu rei Bilistage demanaren protecció als romans.
Del relat dels historiadors antics es desprèn que, el segle iii aC, els ilergets havien assolit una preeminència per damunt de la resta de pobles de la zona i que havien estès la seva zona d'influència. És probable que el territori poblat per ilergets fos menor que el territori dominat políticament dels ilergets, especialment cap al final. Poblacions com Osca, Celsa i un Bergidum/Castrum Bergium que podria ser Berga hi ha autors antics que les citen com a ilergetes, mentre que d'altres les consideren dels suessetans, sedetans i bargusis respectivament, cosa que porta a pensar que haurien caigut baix la influència política i el domini militar dels ilergets. Els surdàons i els ilergàons també hi podrien haver estat sotmesos.

## Societat
Políticament, hauria estat una societat estructurada entorn d'un rei (reguli a les cròniques romanes), molt jerarquitzada i amb oligarquies que dominarien la major part de la població. És probable que fos una societat amb un component militar força important, atès que els poblats ilergets són els primers a aparèixer fortificats. Tot plegat és probable que siguin elements d'influència cartaginesa o, si més no, provocada per la pressió dels cartaginesos, que els hauria forçat a estructurar-se per protegir-se. Pel que fa a l'economia, els ilergets eren bons productors de cereals, cosa que sabem per les troballes freqüents de sitges per emmagatzemar gra. No obstant això, també saquejaven els camps dels pobles limítrofs, probablement per compensar anys de males collites.

### Economia
Pel que fa al comerç, a partir del segle vi aC comencen a aparèixer influències mediterrànies de l'orient, provinents de Grècia, Cartago i dels etruscs, a través dels seus veïns costaners. A partir del segle iii aC destacaren en la producció de la ceràmica denominada de vernís vermell. Els ilergets també destaquen pel fet que l'epigrafia ibèrica comença a aparèixer ja el segle iv aC, un fet sorprenent en zones interiors; hom no destaca que es pugui tractar de testimonis de mercaders vinguts de zones costaneres.